# Elf (musikalbum)
Elf är debutalbumet för Ronnie James Dios grupp Elf. Musiken är någon form av bluesrock och detta album släpptes 1972.

## Låtlista
Samtliga låtar krediterade: Gary Driscoll, David "Rock" Feinstein, Ronald Padavona och Micky Lee Soule 
Sida 1
1. "Hoochie Koochie Lady" – 5:32
2. "First Avenue" – 4:22
3. "Never More" – 3:50
4. "I'm Coming Back For You" – 3:27

Sida 2
1. "Sit Down Honey (Everything Will Be Alright)" – 3:48
2. "Dixie Lee Junction" – 5:08
3. "Love Me Like A Woman" – 3:46
4. "Gambler, Gambler" – 4:28

## Medverkande
Musiker
- Ronnie James Dio – sång, basgitarr
- David Feinstein – gitarr
- Neil Kubik – gitarr
- Mickey Lee Soule – piano
- Gary Driscoll – trummor

Produktion
- Ian Paice, Roger Glover – musikproducent
- Rodney Mills – ljudtekniker
- Tub Langford – assisterande ljudtekniker
- Hiroshi Morishima – omslagsdesign
- David Feinstein, Ronald Padavona (Ronnie James Dio) – foto